# Michelle Burgher
Michelle Burgher (Kingston, 12 marzo 1977) è una velocista giamaicana, specializzata nei 400 metri piani e campionessa mondiale della staffetta 4×400 metri a Edmonton 2001.

## Palmarès
| Anno | Manifestazione      | Sede                | Evento      | Risultato | Prestazione | Note                                     |
| ---- | ------------------- | ------------------- | ----------- | --------- | ----------- | ---------------------------------------- |
| 2000 | Giochi olimpici     | Sydney              | 4×400 m     | Argento   | 3'23"25     | [ 1 ]                                    |
| 2001 | Campionati CAC      | Città del Guatemala | 400 m piani | Oro       | 53"04       |                                          |
| 2001 | Campionati CAC      | Città del Guatemala | 4×400 m     | Oro       | 3'33"96     |                                          |
| 2001 | Mondiali            | Edmonton            | 4×400 m     | Oro       | 3'20"65     | [ 1 ]                                    |
| 2003 | Campionati CAC      | Saint George's      | 400 m piani | Argento   | 52"19       |                                          |
| 2003 | Campionati CAC      | Saint George's      | 4×400 m     | Oro       | 3'29"75     |                                          |
| 2003 | Giochi panamericani | Santo Domingo       | 400 m piani | 8ª        | 53"26       |                                          |
| 2003 | Giochi panamericani | Santo Domingo       | 4×400 m     | Argento   | 3'27"34     |                                          |
| 2004 | Mondiali indoor     | Budapest            | 400 m piani | Batteria  | 54"18       |                                          |
| 2004 | Mondiali indoor     | Budapest            | 4×400 m     | 5ª        | 3'33"77     |                                          |
| 2004 | Giochi olimpici     | Atene               | 4×400 m     | Bronzo    | 3'22"00     | Miglior prestazione personale stagionale |